# Jean-Victor Tharreau
Pour les articles homonymes, voir Tharreau.
Jean-Victor Tharreau est un général français de la Révolution et de l’Empire, né le 15 janvier 1767 au logis de Bégrolles au May-sur-Èvre et mort le 26 septembre 1812 à Mojaïsk en Russie, des suites de blessures reçues à la bataille de la Moskova.

## Biographie
Jean-Victor Tharreau nait le 15 janvier 1767 au logis de Bégrolles qui faisait partie à l'époque de la commune du May-sur-Èvre. Le 4 août 1797, il épouse à Colmar une jeune dame de Nancy d'excellente famille, Anne-Marguerite-Charlotte Martin, fille unique de Charles-Félix Martin, directeur de l’enregistrement et des domaines du département du Haut-Rhin.
En 1810, afin de se rapprocher de ses frères et sœurs installés à Nantes, il acquiert le château de Plaisance à Orvault.
Le 26 septembre 1812, il meurt à Mojaïsk des suites de ses blessures. Conformément à ses dernières volontés, son cœur est rapatrié dans un bocal d'esprit-de-vin, à Orvault où son épouse habite le manoir familial. En 1852, au décès de son épouse, ils sont réunis dans le cimetière de cette ville où la tombe est toujours visible.

### Famille
Particulièrement bien établie dans les Mauges, sous l'Ancien Régime, la famille Tharreau a donné des notaires, des fermiers généraux de l’abbaye de Bellefontaine, des procureurs fiscaux tandis que d'autres de ses membres se sont adonnés au très lucratif commerce des toiles de Cholet. Elle occupe donc sous la Révolution et le Premier Empire une position de tout premier plan, résultat d'une évolution sociétale de plus d'un siècle ; chaque génération s'appliquant en cela à élargir progressivement son cercle d'influence, ce qui va se traduire tout naturellement par des alliances avec les plus anciennes familles bourgeoises de la région et amener progressivement, comme il se doit, ses membres à assumer des responsabilités de plus en plus importantes aussi bien au point de vue politique et administratif qu'économique et ceci en débordant largement des Mauges, son berceau originel. Elle marque donc, à tous ces titres, cette période de l'histoire régionale.
Son oncle, Jean-Mathieu Tharreau, sieur de la Moncellière, négociant, né en 1721, épouse en 1749 à Bressuire Anne-Jeanne Richard de La Maisonneuve. De cette union vont naître huit enfants : cinq garçons et trois filles. Le couple va quitter le berceau familial de Bégrolles vers 1755 et va s'établir dans le bourg du May-sur-Èvre, dans une fort belle demeure, désignée à tort comme étant la maison natale du général Tharreau. Parmi les huit enfants de Jean-Mathieu Tharreau on trouve :
- François-Charles, l'ainé (1751-1829), maire du May-sur-Èvre en 1789 puis de Cholet de 1800 à 1808, député au Corps législatif de 1808 à 1812 et de nouveau maire de Cholet de 1821 à 1826 ;
- Jeanne-Anne-Renée (1752-1803), épouse de Louis Angélique de Hargues, sieur de La Jarrie ;
- Victoire-Marie (1753-1828), épouse de Michel Tristan Benoît Cesbron, maire de Chemillé et frère de Charles-Jean Cesbron-Lavau ;
- Luc-Louis (1755-1816), dît Tharreau-Mouraire, maire du May-sur-Èvre de 1800 à 1803 ;
- Jean-Baptiste (1757-1819), prêtre, vicaire au May-sur-Èvre en 1783 puis curé de Saint-Mesmin ;
- Marie-Augustin (1762-1816), médecin installé à Beaupréau, maire de cette ville en 1792 et en l'an VI puis médecin des hôpitaux militaires à Angers sous l'Empire.

Sa tante Aimée Françoise Charlotte (née en 1729) épouse en 1749 Jean Durant seigneur de La Pibolière, La Pastellière et autres lieux, petit-fils de Charles 1er Durant de La Pastellière, le premier maire de Bressuire.
Pierre-Alexis Tharreau des Germonières, né vers 1725, fournisseur de la marine, frère de Jean-Mathieu, épouse Marie-Geneviève Gentet. C'est dans cette famille de négociants aisés que naît Jean-Victor, au logis de Bégrolles. Ses parents, le font baptiser le lendemain 16 janvier 1767 en l'église Saint Michel du May-sur-Èvre.
Son frère aîné, Pierre-Jean-François (1755-1806), bénéficie déjà sous l'Ancien régime d'une intéressante situation. Il est en effet conseiller du roi en 1781, président de l'élection de Châtillon. Sous la révolution, il devient successivement procureur-syndic de Bressuire, représentant au Conseil des Anciens (1795-1798) sous le Directoire puis adjoint au maire d'Angers en 1803.
Henry Félix Tharreau (1826-1909), baron, petit-fils de Pierre Jean-François et petit neveu du général, est le premier sous-préfet de Cholet en 1857.

### Carrière militaire

#### Sous la Révolution et le Consulat
Jean-Victor Tharreau s'enrôle le 7 août 1792 comme volontaire dans la Garde nationale du district de Cholet. Dès le 17 août 1792 il est élu par  ses pairs adjudant-major au 2e bataillon de volontaires de Mayenne-et-Loire. Son frère cadet Honoré-Chrysostome Tharreau le suit dans le 3e bataillon de volontaires de Mayenne-et-Loire avec le même grade le 29 octobre 1792 et devient rapidement aide de camp de Jean-Victor aux armées de Mayence et du Danube. Honoré-Chrysostome meurt à son domicile, rue des Juifs à Colmar, le 21 janvier 1799 des suites d'une maladie contractée au camp de Boulogne.
Aide de camp provisoire du général de Tourville le 20 avril 1793 puis du général Ferrand, Tharreau est nommé adjudant-général chef de brigade le 20 novembre 1793 puis général de brigade et chef d'état-major de l'armée des Ardennes le 24 mars 1794, par les représentants en mission Massieu, Roux et Garnier de Saintes. Les représentants Saint-Just et Gillet ordonnent le 3 juin 1794 une expédition contre les brigands de Chimaye qui s'en prennent aux convois de vivres et menacent les communications. Le général en chef Desjardin et Tharreau diffèrent cet ordre, considérant que cela ne faisait pas partie des priorités de leur mission. Saint-Just propose alors la destitution de Tharreau au Comité de salut public, destitution qui est entérinée par le Comité le 13 juin 1794.
Tharreau rassemble dans un premier temps ses compagnons d'armes, pour tout d’abord faire lever sa destitution et, par la suite, obtenir la réintégration dans ses fonctions. Ses nombreuses démarches auprès du Comité, appuyées notamment par son état-major et les généraux Jourdan, Desjardins, Ferrand, Marceau et Kléber, lui permettent d'obtenir gain de cause. Tharreau est réintégré dans ses fonctions le 13 juin 1795 et affecté à l'armée du Rhin et Moselle, sous le commandement en chef de Moreau. Il s'illustre pendant la retraite de cette armée d'où il ramène sa division presque sans perte. Il passe à l'armée d'Allemagne le 23 septembre 1797.
Le 12 janvier 1798 Tharreau est envoyé à l'armée d'Angleterre, en poste à Cherbourg. Cette expédition échoue lamentablement en raison de la tempête incessante, de la faiblesse de la marine révolutionnaire mais aussi et surtout des surveillances rapprochées des Anglais. Le 17 juillet 1798 il est nommé à l'armée de Mayence, puis à celle du Danube dans la division Férino en mars 1799. Il combat à Pfullendorf le 21 mars et à Stockach le 25 du même mois.
Promu général de division le 20 avril 1799, il est nommé commandant de la 3e division du centre de l'armée d'Helvétie mais se trouve à nouveau destitué. Rappelé à Besançon le 16 août 1799, Tharreau se voit chargé de l'organisation des bataillons auxiliaires de la 6e division militaire. Le 11 septembre il est employé à l'armée du Rhin et commande la place de Strasbourg puis la 3e division du corps du centre sous Gouvion-Saint-Cyr, le 15 mars 1800. Il se distingue ensuite à Biberach le 9 mai. Cette campagne se termine peu après pour Tharreau par un violent désaccord avec Moreau, général en chef de cette armée. Le 20 novembre 1800 il sert à l'armée d'observation du Midi où il commande une division d'élite sous Murat avec lequel il entretient de véritables rapports d'amitié et de compréhension réciproques. Chargé de la conquête de l'île d'Elbe, Tharreau investit Portoferraio le 2 mai 1801 puis est employé près des corps de troupes françaises stationnées en République cisalpine le 13 décembre 1801.

#### Général de l'Empire
Créé baron de l’Empire le 21 décembre 1808, il est nommé commandant de la 2e division de grenadiers d'Oudinot le 19 mars 1809, à larmée d'Allemagne, puis de la 1re division. Il est blessé à l'attaque de Vienne les 11 et 12 mai. Bien qu'insuffisamment rétabli de ses blessures, il tient à rester à la tête de ses troupes et prend une part importante à la bataille d'Essling le 22 mai 1809, qui se déroule en grande partie dans l'île de Lobau en Autriche. Il sert une nouvelle fois à Wagram le 6 juillet, où il contribue pour beaucoup à la victoire malgré la perte de plusieurs de ses officiers, parmi lesquels son aide de camp Leroux. Il est fait officier de la Légion d'honneur le 10 août 1809.
Tharreau participe à la campagne de Russie à la tête de la 23e division westphalienne, dont il prend le commandement le 5 mars 1812 à Cassel. Il succède ensuite au général Vandamme en qualité de commandant provisoire du 8e corps de la Grande Armée, sous Jérôme Bonaparte. Ne cherchant pas les honneurs, il revient finalement au commandement de sa 23e division, la direction du 8e corps étant confiée à Junot. Tharreau marque tout d'abord sa déception de voir ainsi une promotion prestigieuse lui échapper et qui lui semble promise, puis l'accepte rapidement. Le 19 août Tharreau a à sa merci l'arrière-garde de Bagration. Le maréchal Ney lui enjoint de poursuivre cette action d'éclat mais la jalousie perfide de Junot s'opposant aux ordres met Tharreau en demeure de cesser cette manœuvre.  
Le 6 septembre 1812, Tharreau tente une attaque sur les premières redoutes de Chevardino. Il en revient sans grande perte et avec quelques prisonniers russes. Le lendemain lors de la bataille de la Moskova, Tharreau, toujours à la pointe du combat, est grièvement blessé de deux coups de feu. Évacué à Mojaïsk, il y meurt des suites de ses blessures.

## Distinctions et hommages
Jean-Victor Tharreau est  Officier de la Légion d'honneur par décret du 10 août 1809.
Il fait partie des six cent soixante personnalités à avoir leurs noms gravés sous l'arc de triomphe de l'Étoile. Il apparaît sur la 11e colonne sous son seul patronyme (Tharreau).
Un buste du général Tharreau est conservé au musée de Versailles.
Une place de Bégrolles-en-Mauges, où se trouve le lieu de sa naissance, porte son nom.